# Yvan Bourgnon

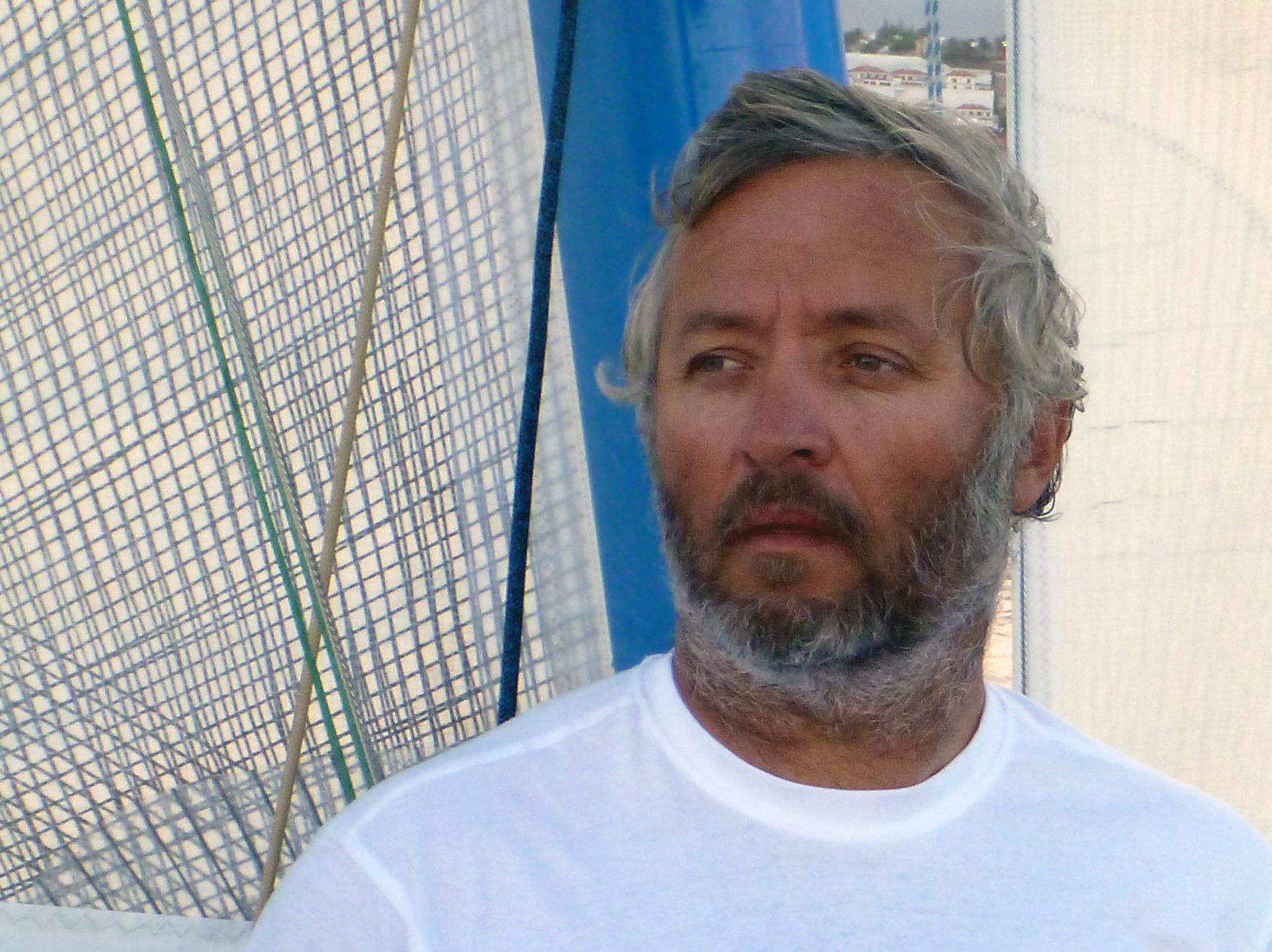
Yvan Bourgnon

Yvan Bourgnon (6 de julho de 1971) é um velejador suíço, irmão de Laurent Bourgnon.  
Entre outras boas classificações assinalam-se:
- quarto na Transat Jacques-Vabre em 2007 [1]
- recorde da travessia do Mediterrâneo à vela entre Marselha na França e Cartago na Tunísia, em 2010
- recorde de distância à vela em 24 horas em 2006
- recorde SNSM em 2005 [2]